# Dewoitine D.373
Die Dewoitine D.373 ist ein trägergestütztes französisches Jagdflugzeug aus der zweiten Hälfte der 1930er Jahre.

## Geschichte

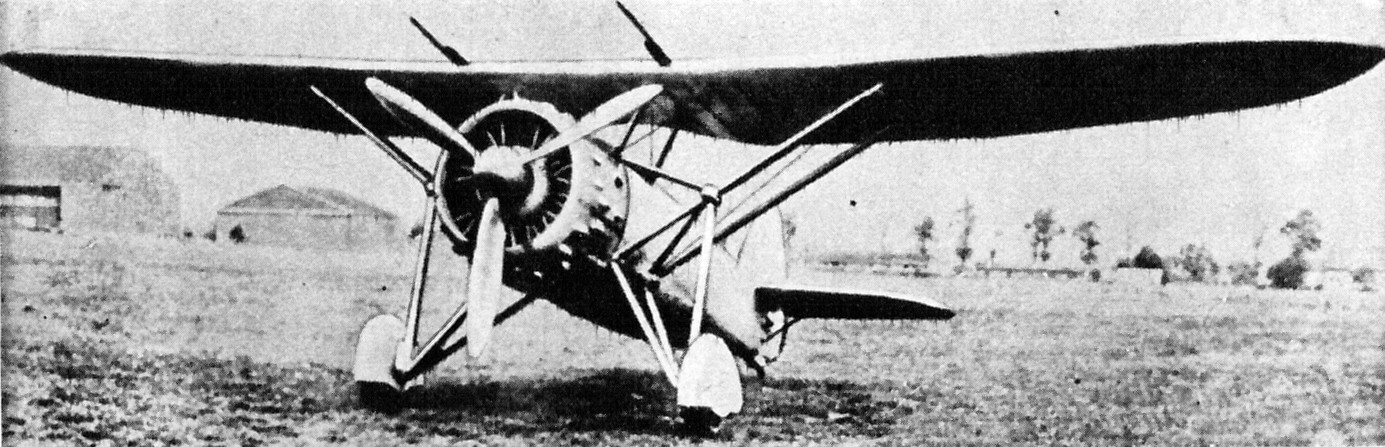
Dewoitine D.371

Die D.373 entstand als Mitglied der D.37er-Baureihe, als die französische Marine 1934 eine Version der landgestützten D.371 für den Flugzeugträger Béarn forderte.
Das Flugzeug wurde als verstrebter Hochdecker in Ganzmetall-Halbschalenbauweise entworfen. Der Rumpf bestand aus einer Leichtmetall-Gitterkonstruktion mit Blechverkleidung. Die zweiholmige Tragfläche bestand aus drei Teilen und war ebenfalls mit Blech beplankt. Das Höhenleitwerk war mit je einer Strebe pro Seite am Rumpf abgestützt. Sämtliche Ruder besaßen eine Stoffbespannung. Das starre Fahrwerk besaß eine aerodynamisch geformte Verkleidung, war mit Radbremsen ausgestattet und luftgefedert. Als Antrieb diente ein luftgekühlter Mistral-Major-Sternmotor mit verstellbarer Ratier-Dreiblattluftschraube aus Ganzmetall. Der Kraftstofftank befand sich im Rumpf und fasste 300 Liter. Zur Erhöhung der Reichweite konnte ein Zusatzbehälter untergehängt werden. Die D.373 war ein wendiges Flugzeug und wies eine sehr gute Steigleistung auf.
Zusätzlich zu diesen Merkmalen, in denen sie mit der D.371 übereinstimmte, erhielt die D.373 noch einige auf den Trägerbetrieb zugeschnittene Veränderungen. Dazu zählten ein druckluftgefederter Fanghaken unter dem hinteren Rumpf, Auftriebssäcke in der Tragfläche und eine Seenotausrüstung. Die Funk- und Blindflugausrüstung wurde verbessert.
Der Bau und die Entwicklung dauerten von 1935 bis 1936; produziert wurden 40(?) Flugzeuge, die ab 1938 von der Aéronautique Maritime in Dienst gestellt wurden, davon 16 Stück auf der Béarn als Jagdstaffel 7C-1. Der Rest wurde in Reserve gehalten oder zu Schulungszwecken verwendet.
Bei Beginn des Zweiten Weltkrieges flogen die D.373 Schutzpatrouillen über der französischen Küste. Einzelne Flugzeuge erhielten Bombenaufhängungen unter den Flügeln und flogen Erdkampfeinsätze gegen die deutschen Truppen, wobei sie die großflächigen Querruder und Landeklappen als Sturzflugbremsen nutzten.
Es entstand noch die verbesserte Ausführung D.376 mit Klappflügeln und stärkerem Motor, die jedoch nicht zur Auslieferung kam.

## Militärische Nutzung
Frankreich
- Französische Luftstreitkräfte
- Französische Marine

 Spanien
- Spanisch Republikanische Luftwaffe

## Technische Daten
| Kenngröße             | Daten (D.373 C-1) |
| --------------------- | --- |
| Hersteller            | Société Aéronautique Francaise-Avions Dewoitine                                                                                       |
| Konzeption            | Trägergestütztes Jagdflugzeug |
| Besatzung             | 1 |
| Länge                 | 7,40 m |
| Spannweite            | 11,80 m |
| Höhe                  | 3,90 m |
| Flügelfläche          | 17,80 m² |
| Leermasse             | 1520 kg |
| Startmasse            | normal 2014 kg maximal 2150 kg |
| Antrieb               | ein 14-Zylinder-Doppelsternmotor Gnome Rhône 14Kfs Mistral Major                                                                      |
| Startleistung         | 684 kW (930 PS) |
| Kraftstoffvolumen     | 300 l ohne Unterrumpf-Zusatzbehälter                                                                                                  |
| Höchstgeschwindigkeit | 430 km/h in 4200 m Höhe |
| Marschgeschwindigkeit | 320 km/h |
| Steiggeschwindigkeit  | 980 m/min |
| Dienstgipfelhöhe      | 9000 m |
| Reichweite            | normal 700 km maximal 860 km |
| Aktionsradius         | 340 km |
| Flugdauer             | normal 2,2 h maximal 3,0 h |
| Bewaffnung            | vier starre MG mit je 300 Schuss im Flügel (7,5 mm MAC oder 7,9-mm-Darne) oder zwei 20-mm-Kanonen mit je 60 Schuss im Flügel (HS-404) |
| Abwurfmunition        | vier 10-kg-Bomben oder zwei 50-kg-Bomben                                                                                              |